# كبسولة إعادة الدخول

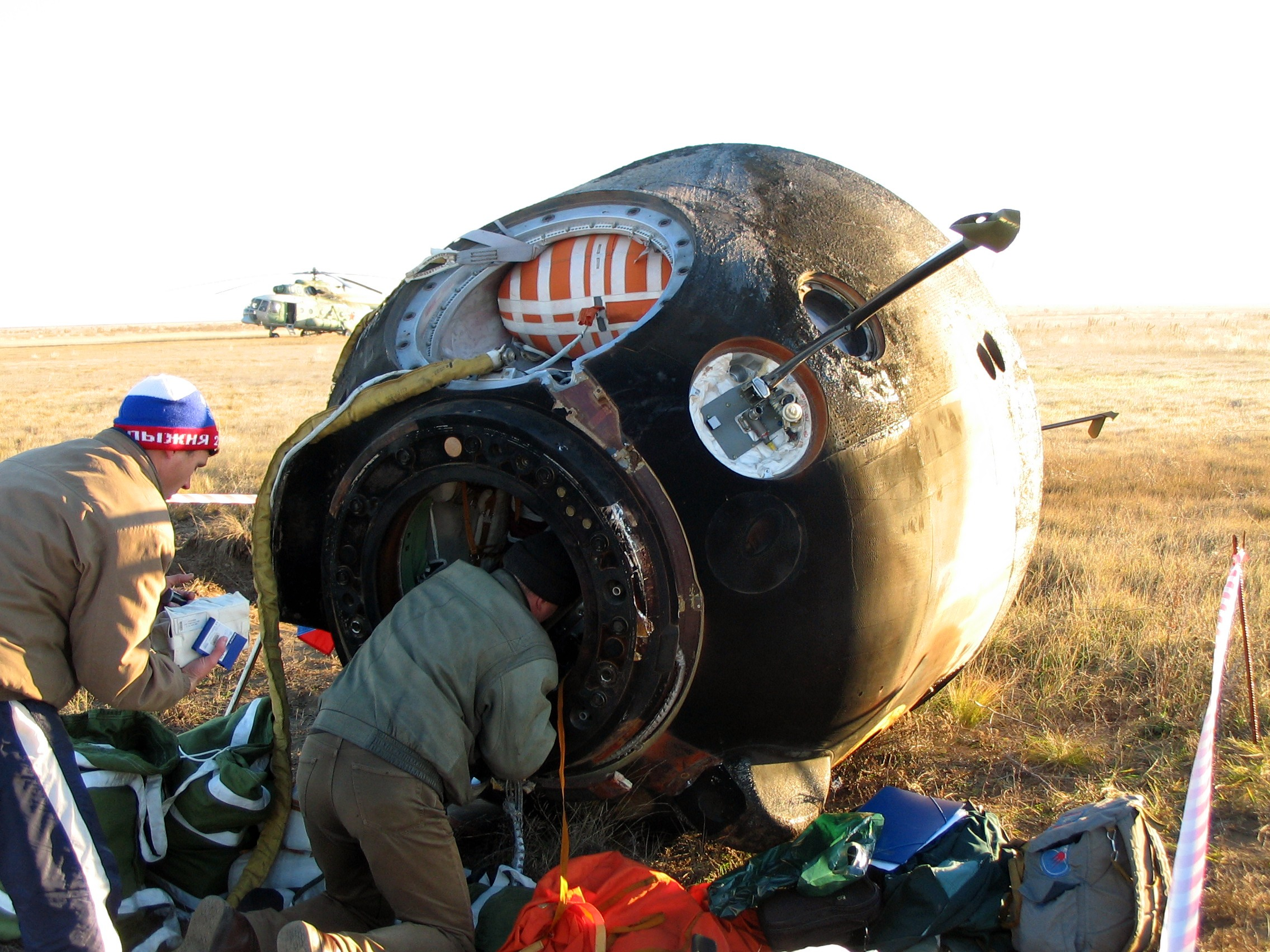
كبسولة إعادة دخول مركبة سویوز تي‌ إم‌ إيه الفضائية بعد الهبوط عام 2005

كبسولة إعادة الدخول (بالإنجليزية: Reentry capsule)‏ هو الجزء من المركبة الفضائية الذي يعود مرةً أخرى إلى الأرض بعد الرحلة الفضائية. يُحدَّد شكل هذه الكبسولة طبقًا للديناميكا الهوائية؛ إذ تكون الكبسولة مستقرةً من الناحية الأيروديناميكية عندما تسقط بنهايتها غير المدببة أولًا، ما يجعل هذه النهاية فقط هي التي تحتاج درعًا حراريًا في أثناء دخول الغلاف الجوي. يتشابه شكل هذه الكبسولة أيضًا مع الشكل القديم للمصباح الأمامي الخاص بالسيارات القديمة. تحتوي الكبسولة المأهولة على لوحة العدادات الخاصة بالمركبة الفضائية، ومساحة تخزين محدودة، ومقاعد لأعضاء طاقم الرحلة. ولأن هذا الشكل للكبسولة يحظى بقوة قليلة من الرفع الأيروديناميكي، تُنفذ المرحلة الأخيرة من الهبوط باستخدام المظلات حتى تصل الكبسولة إلى سطح الأرض أو البحر، أو حتى تُلتقط بواسطة إحدى الطائرات. وعلى النقيض، تحاول عمليات تطوير الطائرات الفضائية تقديم وسيلةً أكثر مرونةً لإعادة الدخول.

## إعادة الدخول
استخدمت أغلب مركبات إعادة الدخول درعًا حراريًا متذريًا أثناء دخول الغلاف الجوي، وهي غير قابلة لإعادة الاستخدام. كانت المركبات الفضائية الأولى مزودةً بغطاء من الزجاج المُطمر داخل راتنج صناعي موضوع في درجات حرارة عالية للغاية.
تعتبر كبسولات إعادة الدخول غير مناسبة لعمليات إعادة الدخول عالية الطاقة. تدخل الكبسولة إلى الغلاف الجوي بنهايتها الخلفية أولًا، مع استلقاء الطاقم الموجود بداخلها، إذ إنه الوضع المثالي للجسد البشري لتحمل قوى جي (G) الناتجة بسبب ارتطام الكبسولة بالغلاف الجوي. يُكوِّن الشكل المُدور، غير الحاد، للكبسولة موجة صدمة تجعل معظم الحرارة الناتجة بعيدةً عن الدرع الحراري للكبسولة، ولكن يظل نظام الحماية الحرارية ضروريًا للكبسولة. يجب أن تكون الكبسولة الفضائية قويةً بما يكفي لتحمل قوى إعادة دخول الغلاف الجوي مثل قوى السحب، ويجب أن تدخل الغلاف الجوي بزاوية مواجهة دقيقة حتى لا تتخطى سطح الغلاف الجوي أو تتسارع بمعدلات عالية ومدمرة.
تضغط كبسولة إعادة الدخول الهواء من أمامها عندما تدخل عبر الغلاف الجوي، والذي ترتفع درجة حرارته إلى درجات عالية جدًا. تُزود هذه الكبسولات عادةً بدرع حراري متذري، حتى لا تصل هذه الحرارة العالية إلى مكوناتها الداخلية، ويذوب هذا الدرع ويتبخر ليتخلص من هذه الحرارة.
دخلت كبسولة القيادة لبرنامج أبوللو الغلاف الجوي بمركز للكتلة مُزاحًا عن المحور المركزي للكبسولة؛ ولهذا اتخذت الكبسولة وضعيةً زاويَّةً في الهواء، ما أنتج قوى رفع يمكن استخدامها في التحكم باتجاه الكبسولة. استُخدمت دوافع نظام التحكم الرد فعلي لتوجيه الكبسولة من خلال تدوير متجه الرفع.
استُخدمت المظلات في المرحلة النهائية من الهبوط، وتُعزَّز هذه المظلات أحيانًا باستخدام صواريخ الكبح عندما تكون الكبسولة مُصممةً للهبوط على سطح الأرض. وتعتبر كبسولات الهبوط فوستوك، وفوسخود، وسويوز، وشينتشو، وبوينغ سي إس تي-100 ستارلاينر، من الأمثلة على الكبسولات الهابطة على سطح الأرض. وتهبط بعض الكبسولات الأخرى، مثل ميركوري، وجمناي، وأبوللو، وأوريون، ودراغون على السطح المائي للمحيط.